# Amphisbaena frontalis
Amphisbaena frontalis (A. ibijara), popularmente chamada cobra-de-duas-cabeças ou cobra-de-duas-cabeças-da-terra, é uma espécie de anfisbênia da família dos anfisbenídeos (Amphisbaenidae), endêmica do Brasil. Foi descrita por Paulo Vanzolini em 1991. Em 2022, A. ibijara, reconhecida desde 2003 como espécie válida segundo Miguel Trefaut Rodrigues, Gilda V. Andrade e Jucivaldo Dias-Lima, tornou-se sua sinônima.

## Descrição
Amphisbaena frontalis é um espécie de pequeno porte, com os adultos medindo aproximadamente de 222 a 235 milímetros de comprimento cabeça-tronco e 13 a 20 milímetros de cauda. Seu rostral, nasais, frontais, parietais e labiais são discretos. Apresenta 3/3 escudos supralabiais e duas fileiras de pós-geniais. Não há fusão dos escudos da cabeça, nem fileira de escudos pós-malares Tem de 239 a 250 anéis do corpo, de 23 a 25 anéis caudais, de 14 a 16 segmentos dorsais do meio do corpo e de 14 a 16 segmentos ventrais do meio do corpo, bem como apresenta de quatro poros pré-cloacais. Não há dimorfismo sexual.

## Distribuição e habitat
Amphisbaena frontalis é endêmica do Brasil e ocorre nos estados da Bahia e Maranhão (Estreito, Lençóis Maranhenses, Rosário, São Luís, Timon, Urbano Santos), em áreas dos biomas do Cerrado, Amazônia e na transição Cerrado–Caatinga, em solos arenosos. Suas duas localidades-tipo são: o município de Alagoado, na Bahia; e a Fazenda Santo Amaro, no município de Urbano Santos, no Maranhão.

## Biologia e ecologia
Amphisbaena frontalis é fossorial, vivendo em túneis subterrâneos e alimentando-se principalmente de cupins e larvas de coleópteros. É ovípara, com postura de ovos no solo durante o período chuvoso.

## Conservação
A União Internacional para a Conservação da Natureza (UICN) classifica Amphisbaena frontalis (ainda chamada A. ibijara) como Pouco Preocupante (LC), pois ocorre numa área de 62 890,3 quilômetros quadrados e não aparenta ter problemas com ambientes alterados, apesar da presença de plantações de eucalipto e pecuária. Em 2018, foi classificada como Pouco Preocupante (LC) no Livro Vermelho da Fauna Brasileira Ameaçada de Extinção do Instituto Chico Mendes de Conservação da Biodiversidade (ICMBio) (ainda chamada A. ibijara).